# Илийская пищуха
Илийская пищуха (лат. Ochotona iliensis) — вид млекопитающих из семейства пищуховых (лат. Ochotonidae), эндемичный для северо-западного Китая. Впервые была обнаружена в 1983 году, и описана как новый вид в 1986-м. Её популяция сокращается, вероятно, из-за последствий изменения климата. Илийская пищуха в настоящее время считается находящейся под угрозой исчезновения, и, предполагают, что её осталось примерно менее 1 000 особей.

## История открытия
В июле 1983 года Ли Вэйдун, работавший в противочумном отделении Санитарно-противоэпидемической станции Или-Казахского автономного района в Синьцзяне, во время проверки за пределами территории провинции обнаружил небольшого зверька с ушами длиннее чем у полёвки и короче чем у кролика. В Нилкском уезде были собраны первые коллекционные экземпляры. После этого Ли Вэйдун, собрав необходимую научную литературу, попытался определить вновь найденное животное, но не обнаружил подходящих описаний. Ли Вэйдун доставил коллекционный экземпляр профессору Ма Юну из Института зоологии Китайской академии наук в Пекине. В 1986 году вышла статья с описанием нового для науки вида в «Acta Zoologica Sinica». Вид назвали илийская пищуха.

## Описание
Илийская пищуха чем-то напоминает короткоухого кролика. Для рода Ochotona это довольно крупный вид, длина её тела 20,3–20,4 см  и вес до 250 г.  Тело покрыто охристо-серой шерстью, по обеим сторонам шеи большие тёмно-ржавые пятна.

## Распространение
Он является эндемичным для гор Тянь-Шаня в провинции Синьцзян на северо-западе Китая. Недавние поиски показали, что, возможно, илийская пищуха вымерла в южных части ареала, на хребтах Джилималале и Хутуби.

## Экология
Илийская пищуха, в основном, обитает на голых скалах на больших высотах, обычно от 2800 до 4100 метров в горах Тянь-Шаня на территории Синцзян-Уйгурского автономного округа. Живя на отвесных скальных стенах рядом с лугами и нежной альпийской растительностью, этот вид, в основном, питается альпийскими растениями, растущими в расщелинах скал. Илийские пищухи  собирают запасы сена на зиму. 
Для илийской пищухи характерна крайне низкая плотность популяций. 
Хотя большинство живущих в каменистых биотопах пищух ведут дневной образ жизни, полевые исследования показали, что илилийские пищухи в летнее время преимущественно активны ночью, а зимой, весной и осенью — только днём. В отличие от других видов пищух илийские крайне молчаливы.

## Охрана
Численность популяции этого вида сократилась на 70 % за 15 лет. Уменьшение численности наблюдалось в нескольких местах, где ранее этот вид был известен. Недавние учёты  показали, что илийские пищухи, возможно, окончательно исчезли в южных части ареала, в горах Джилималале и Хутуби. Численность популяции сократилась в Южных горах Джилималале и Хутуби. районы Джипук, Тянджер Апекс и Телимани Дабан. Только на одном исследованном участке, районе Байингоу в Синьцзян-Уйгурском АО, были обнаружены признаки ранее наблюдаемой численности. По оценкам, в начале 1990-х годов существовало около 2000 половозрелых особей. Уменьшение численности населения точно неизвестно, но предполагается, что увеличение нагрузки на выпас скота и глобальное потепление климата, отрицательно сказываются на численности данного вида. Было высказано предположение, что потепление климата привело к вытеснению высокогорной альпийской растительности растениями более низких высотных поясов. возвышения в среде обитания пищухи, что приводит к увеличению числа сопутствующих хищников (например, лисиц), к которым пищуха по пульсации еще не были выявлены. Низкая плотность популяции и репродуктивные показатели в сочетании с относительно ограниченной способностью к расселению препятствуют способности этого вида восстанавливаться после спада. Одно исследование содержащихся в неволе животных предполагает, что этот вид обладает некоторыми способностями к адаптации его пищевых предпочтений на более низких высотах. Разработанных мер по охране илийской пищухи не существует.